# 2007緯來女子職業撞球大賽
2007女子職業撞球大賽分站赛每站分ABCD四組，每組3人，交叉對戰，每組戰績第一之選手可晉級該站之冠軍戰。
分站冠軍賽由A組冠軍對上B組冠軍、C組冠軍對上D組冠軍，再由兩方勝方爭奪分站冠軍。
年度總冠軍賽分成A、B兩組，每組4人，交叉對戰，預賽、複賽搶9局，冠亞軍搶11局，每組戰績第一、二名之選手可晉級之四強戰，四強戰由A組第一齣戰B組第二，B組第一齣戰A組第二，再由兩方勝方爭奪年度總冠軍。

## 第一站
| 組別 | 日期    | 選手                       | 分組第一   |
| A    | 5月7日  | 周婕妤、林倍君、柳信美     | 柳信美     |
| B    | 5月14日 | 詹雅庭、濱西由希子、張舒涵 | 濱西由希子 |
| C    | 5月21日 | 蔡佩真、高淑品、林沅君     | 林沅君     |
| D    | 5月28日 | 玄知原、賴慧珊、譚湘玲     | 賴慧珊     |

### 第一站分站冠軍賽
（6月4日）
| 場次 | 選手                     | 勝利者 |
| A1   | 柳信美 9 vs 7 濱西由希子 | 柳信美 |
| A2   | 林沅君 7 vs 9 賴慧珊     | 賴慧珊 |
| A3   | 柳信美 9 vs 5 賴慧珊     | 柳信美 |

第一站
冠軍→柳信美、亞軍→賴慧珊
季軍→林沅君、濱西由希子

## 第二站
| 組別 | 日期    | 選手                         | 分組第一     |
| A    | 7月16日 | 蔡育娟、周婕妤、林沅君       | 周婕妤       |
| B    | 7月23日 | 林倍君、蔡佩真、金佳映       | 金佳映       |
| C    | 7月30日 | 陳雅玲、張舒涵、柳信美       | 柳信美       |
| D    | 8月6日  | 蘇憶雲、賴慧珊、Amit Rubilen | Amit Rubilen |

### 第二站分站冠軍賽
（8月13日）
| 場次 | 選手                       | 勝利者 |
| A1   | 周婕妤 6 vs 9 金佳映       | 金佳映 |
| A2   | 柳信美 9 vs 6 Amit Rubilen | 柳信美 |
| A3   | 金佳映 9 vs 5 柳信美       | 金佳映 |

第二站
冠軍→金佳映、亞軍→柳信美
季軍→周婕妤、Amit Rubilen

## 第三站
| 組別 | 日期     | 選手                     | 分組第一 |
| A    | 10月8日  | 張舒涵、林倍君、周婕妤   | 林倍君   |
| B    | 10月15日 | 邱文華、柳信美、福家美幸 | 柳信美   |
| C    | 11月5日  | 賴慧珊、林苗儀、蔡佩真   | 賴慧珊   |
| D    | 11月6日  | 蘇憶雲、高淑品、林沅君   | 林沅君   |

### 第三站分站冠軍賽
（11月7日）
| 場次 | 選手                 | 勝利者 |
| A1   | 林倍君 9 vs 8 柳信美 | 林倍君 |
| A2   | 賴慧珊 7 vs 9 林沅君 | 林沅君 |
| A3   | 林倍君 5 vs 9 林沅君 | 林沅君 |

第三站
冠軍→林沅君、亞軍→林倍君
季軍→柳信美、賴慧珊

## 2007年度總冠軍賽

### 預賽
（2008年1月2日、1月3日、1月5日）
| 組別 | 選手                               | 分組第一 | 分組第二 |
| A    | 金佳映、林沅君、蔡佩真、林倍君     | 大韩民国 | 蔡佩真   |
| B    | 柳信美、張舒涵、濱西由希子、賴慧珊 | 柳信美   | 張舒涵   |

### 決賽
（2008年1月6日）
| 場次 | 選手                  | 勝利者 |
| A1   | 金佳映 9 vs 4 張舒涵  | 金佳映 |
| A2   | 柳信美 8 vs 9 蔡佩真  | 蔡佩真 |
| A3   | 金佳映 11 vs 8 蔡佩真 | 金佳映 |

年度總冠軍→金佳映、亞軍→蔡佩真
季軍→張舒涵、柳信美